# Cosio d'Arroscia
Cosio d'Arroscia o Cosio di Arroscia (in ligure Coxe) è un comune italiano di 169 abitanti della provincia di Imperia in Liguria.

## Geografia fisica

### Territorio

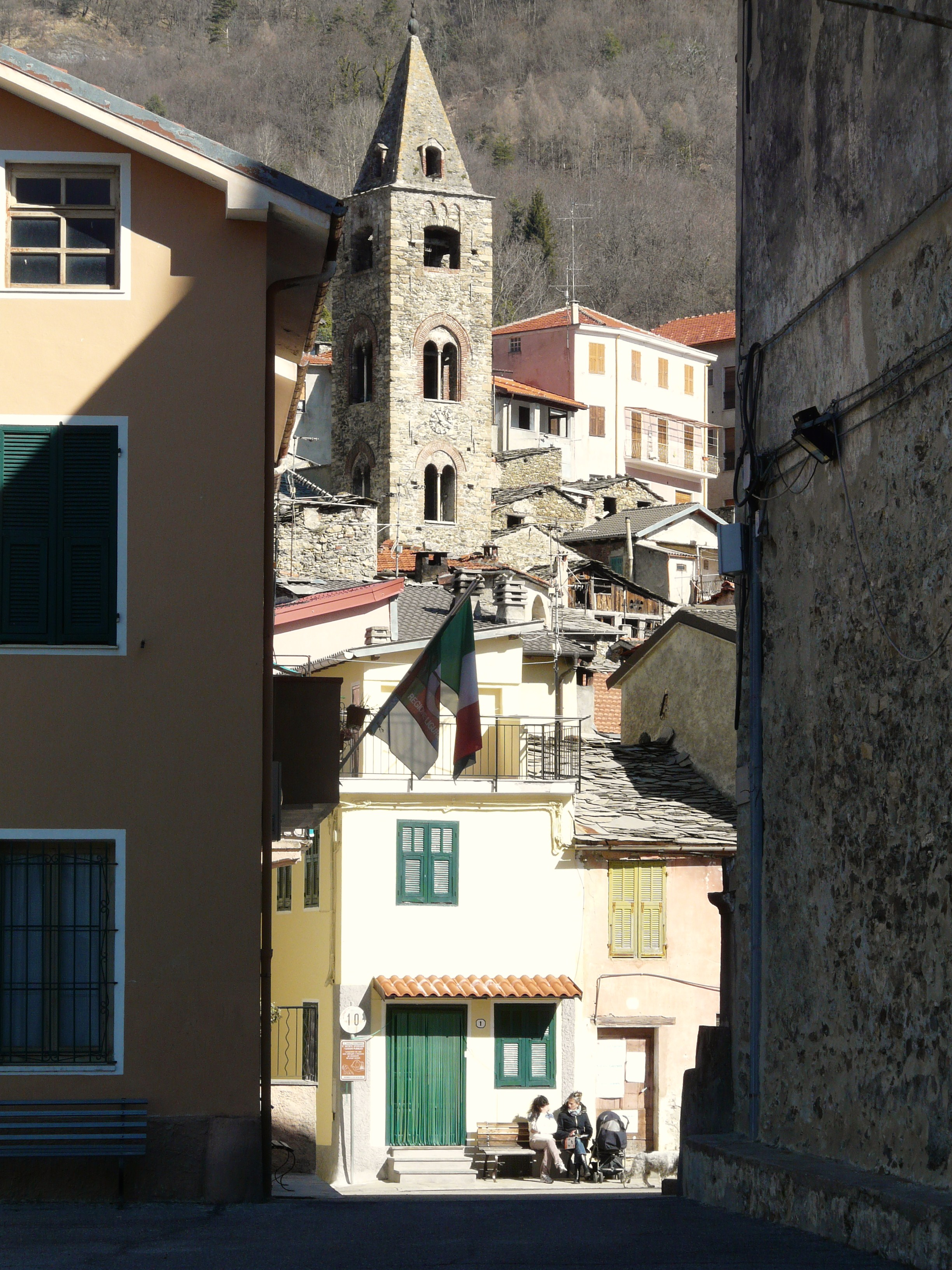
Scorcio del centro storico cosiese

Il comune è situato nell'alta valle del torrente Arroscia, a neanche venti chilometri dal confine con la Francia. Il paese, a 721 metri sul livello del mare, è situato nelle Alpi Liguri.
Nel territorio comunale è compreso il settore settentrionale e orientale della valle del Tanarello e un tratto dell'attigua valle del Negrone (versanti settentrionali dell'Alpe di Cosio e Piano Cavallo e versante destro orografico della Gola delle Fascette), due vallate tributarie del mare Adriatico, in cui scorrono i due principali rami sorgentiferi del Tanaro. Sul territorio naturalmente è presente il torrente Arroscia, che ha le sorgenti a pochi chilometri del paese, nel limitrofo comune di Mendatica; di grande interesse sono le cascate del torrente stesso. Nel territorio comunale, inoltre, è compresa una porzione del Bosco delle Navette, un'estesa foresta di conifere (larici, abeti bianchi, abeti rossi e pini silvestri) posta a un'altitudine media di 1600 metri, che dal 2007 è compresa nel Parco naturale regionale delle Alpi Liguri.
Il comune di Cosio si estende da un'altitudine minima di 420 m s.l.m. nel fondovalle lungo il torrente Arroscia, al confine con il comune di Pornassio, fino a un'altitudine massima di 1906 m s.l.m., raggiunta dal massiccio montuoso dell'Alpe di Cosio e Piano Cavallo. Ciò spiega la grande biodiversità forestale del suo territorio, che comprende notevoli estensioni boschive, con grande diversificazione in senso ecologico, si passa infatti dalla vegetazione riparia, formata da salici, pioppi, tiglio e carpini bianchi negli impluvi umidi e nella bassa val Tanarello, ai boschi termofili e mesofili di specie decidue (soprattutto rovere, roverella, carpino nero) alle faggete pure e miste del piano montano (presenti specialmente tra i 900 e i 1500 m), ai boschi di conifere altimontani e subalpini (oltre i 1400 m), con pini silvestri, abeti bianchi e larici fino ai pascoli subalpini e alla vegetazione casmofitica nella dorsale sommitale dell'Alpe di Cosio e Pianocavallo; nel settore sud-orientale del territorio comunale si osservano anche formazioni submediterranee a pino marittimo o a roverella e orniello, con corteggio di specie termofile quali il terebinto e il sommacco.
Tra le altre vette del territorio cosiese la Cima Cantalupo (1892 m), il monte dei Cancelli (1517 m), il Poggio dell'Allodola (1491 m), il Poggio San Martino (1401 m), il Poggio Carpeno (1395 m), il Poggio dei Preti (1351 m), la Cima del Grilletto (1327 m), il Poggio Ciappa del Cuco (1298 m), il Poggio delle Forche (1196 m), il Poggio Colletti (1024 m), il Bric Bruciato (949 m).

### Clima
L'estate è caratterizzata da giornate fresche, mai afose e il periodo invernale non è particolarmente rigido data la particolare vicinanza al mar Ligure, a soli 30 chilometri; saltuariamente si possono avere anche precipitazioni nevose.

## Storia

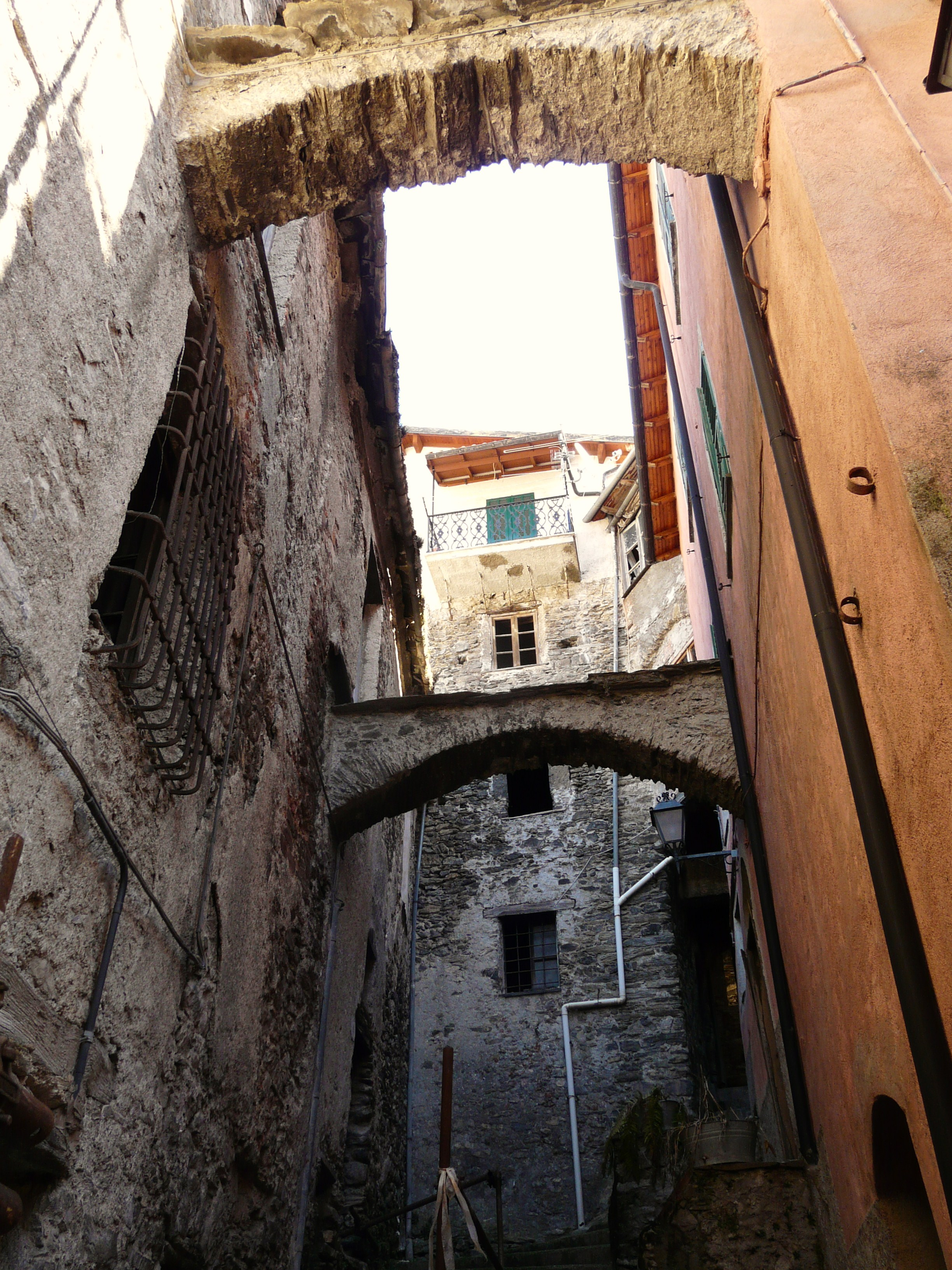
Particolare delle case del nucleo storico di Cosio

Il territorio di Cosio d'Arroscia, così come dai reperti rinvenuti presso la grotta Cornarea, è stato abitato fin da un'epoca preromana dai Liguri Ingauni, una popolazione dedita all'agricoltura e alla transumanza, che vi avevano costruito un tipico castellaro (un recinto fortificato in pietra, solitamente eretto sulla cima di un colle).
In epoca romana sul territorio comunale sorsero una "azienda agricola", una villa romana e varie torri a scopo difensivo, una delle quali, opportunamente rimaneggiata, è divenuta in epoca medioevale il campanile dell'oratorio di Nostra Signora Assunta ed anche il simbolo del paese stesso. La caduta dell'Impero romano d'Occidente nel 476 provocò anche in questo territorio l'invasione dei Barbari e la successiva dominazione dei Bizantini che inglobarono questa zona tra l'alta valle del torrente Arroscia e il Tanaro nella Provincia Maritima Italorum (VII secolo). Seguì nel 643 la conquista longobarda del re Rotari e il dominio dei Franchi con l'istituzione del Comitato di Albenga, territorio nel quale fu inserita anche la comunità cosiese. Nella seconda metà del X secolo passò nella costituita Marca Arduinica e in seguito tra i possedimenti feudali dell'alta valle del Tanaro e Arroscia di Bonifacio del Vasto e, alla sua morte, del figlio Anselmo VII marchese di Clavesana.
Nel XIII secolo il feudo d'Arroscia, e quindi anche Cosio, passò sotto il dominio dei conti di Ventimiglia ed in particolare nella castellania dell'alta valle Arroscia, che aveva nel borgo cosiese il suo centro principale. I marchesi di Clavesana, discendenti degli Aleramici, fecero erigere un poderoso castello in seguito abbattuto nel 1232 durante una rivolta dei valligiani. Del castello non si hanno resti: secondo la storia, il forte dei Clavesana si trovava nella località detta U castéllu nelle vicinanze dell'attuale quartiere di San Rocco, secondo altre teorie il castello sorgeva sotto l'attuale piazza San Sebastiano, ed in seguito inglobato nelle varie abitazioni. Fino al 1300, infatti, gli abitanti di Cosio non vivevano nel borgo, ma sparsi in vari casolari nei vari poderi. A testimoniare ciò la chiesa di San Pietro del Fossato, risalente ad un tempo anteriore al XIV secolo, che si trova fuori dal centro abitato, in località Villa.

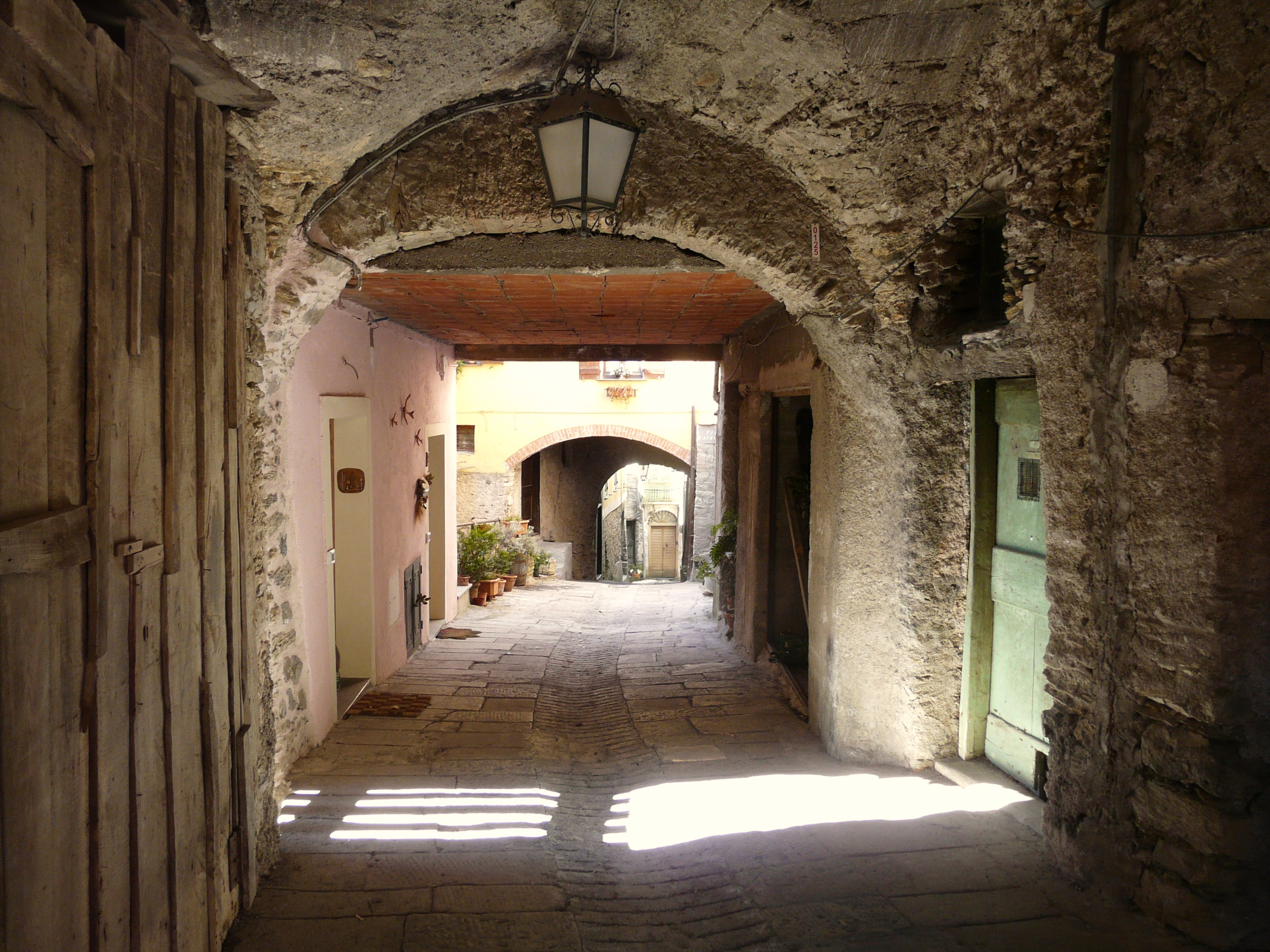
Il centro storico

Nel 1233 fu uno dei borghi che fondarono la Pieve di Teco. Con concessione del marchese di Clavesana e di Savona Manuele Del Carretto del 15 febbraio 1235 i feudi di Cosio, Mendatica e Montegrosso Pian Latte rientrarono tra i possedimenti dei fratelli Oddone e Robaldo di Garessio. Con atto stipulato il 31 maggio 1254 l'area tra Pornassio, Cosio e Garessio passarono sotto la giurisdizione dei feudatari locali Guglielmo e Robaldo e ancora, dopo una successiva divisione dei feudi nel 1263, definitivamente al secondo per quanto riguarda il territorio cosiese e pornassino. Il 19 gennaio 1274 il rappresentante del comune di Genova, Enrico Doria, assunse il controllo del castello di Cosio, ma solamente nel 1289 gli edifici e il territorio cosiese passarono alle dirette dipendenze politiche e amministrative della Repubblica di Genova. Al 4 febbraio 1297 risale la stesura del primo statuto della Castellania di Cosio, Mendatica e Montegrosso, poi rivisti nel 1303 dal parlamento di Cosio e ancora, nell'ambito di riforma degli statuti criminali, nel 1595.
La fine del XIII secolo fu interessato da nuove diatribe signorili per il controllo del territorio ed in particolare tra il marchese di Ceva Nano e il marchese di Clavesana Emanuele I. Con atto del 1321 gli Scarella - signori di Pornassio e di Garessio - cedettero parte dei loro beni della Castellania ai fratelli Giacomino e Bonifacio dei conti di Lengueglia che, dopo varie vicissitudini storiche, assunsero il controllo su Cosio e territorio tra il 1386 e il 1390 (investiture confermate dai dogi genovesi Antoniotto Adorno e poi Giacomo Fregoso), dopo le varie cessioni dei marchesi Manuele II di Clavesana, Antonio Del Carretto e Giovanni di Saluzzo. Questa parte del territorio dell'alta valle Arroscia giurò la sua fedeltà alla repubblica con atto del 13 giugno 1449 con la firma dei tre rappresentanti delle comunità cosiese, mendaticese e montegrossina. Tuttavia, i rapporti tra la famiglia Lengueglia e lo stato genovese non furono sempre ottimali e in più occasioni si verificarono incomprensioni, ma anche rivolte locali contro la signoria feudale.

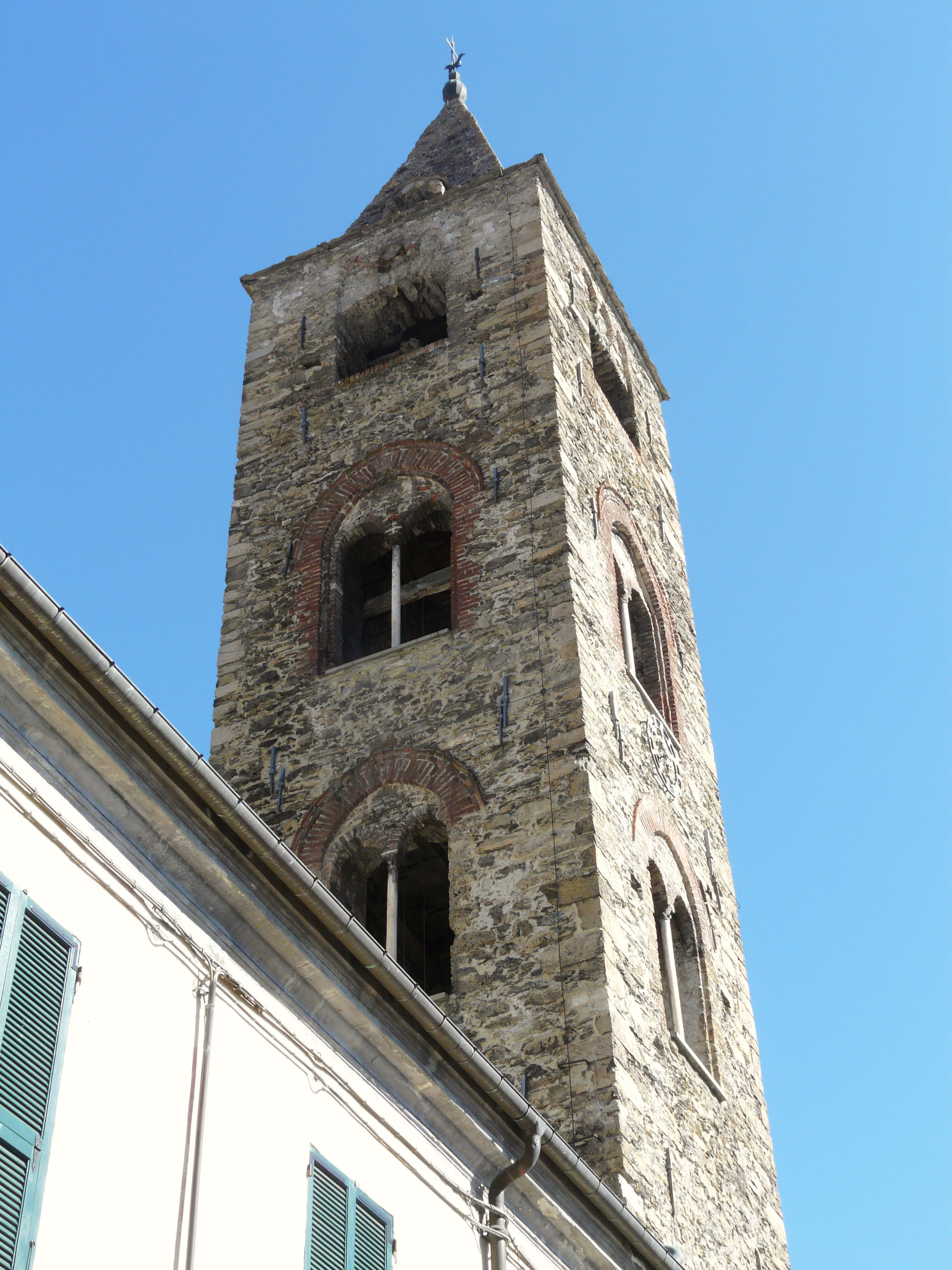
Il campanile dell'oratorio dell'Assunta

Altri scontri bellici si verificarono in questa zona durante la guerra del 1625 tra la Repubblica di Genova e il Ducato di Savoia. Le truppe sabaude, al comando del principe Amedeo, occuparono il territorio di Cosio costringendo la popolazione al rifugiarsi per diciotto giorni nella grotta Cornarea; il paese fu poi liberato da una guarnigione di 130 soldati corsi.
Un passaggio nel Regno di Sardegna che si attuò con il trattato di Vienna del 1735 di quei territori dell'alta valle Arroscia, delle valli di Oneglia e del Maro e che perdurò sino agli eventi napoleonici di fine XVIII secolo. Con la dominazione napoleonica entrò dal 1805 nei possedimenti del Primo Impero francese che assoggettò Cosio nel circondario di Porto Maurizio nella giurisdizione del Dipartimento di Montenotte dal 13 giugno 1805 al 1814.
Nel 1815 il territorio fu nuovamente inglobato nel Regno di Sardegna, così come stabilì il Congresso di Vienna del 1814, e successivamente nel Regno d'Italia dal 1861. Con regio decreto assume nel 1862 la denominazione di Cosio d'Arroscia.
Dal 1859 al 1926 il territorio fu compreso nel V mandamento di Pieve di Teco del circondario di Porto Maurizio facente parte della provincia di Porto Maurizio (poi Provincia di Imperia, dal 1923). Nel 1924 al territorio cosiese furono uniti i territori dei soppressi comuni di Mendatica e di Montegrosso Pian Latte, comunità che l'anno successivo si staccarono da Cosio d'Arroscia per la costituzione del comune di Mendatica Montegrosso.
Il 28 luglio 1957, nel retrobottega di un bar di Cosio d'Arroscia, un gruppo di artisti e letterati (tra cui Guy Debord, Pinot Gallizio, Asger Jorn e Piero Simondo, nato a Cosio) viene fondato il movimento dell'Internazionale Situazionista.
Dal 1973 al 31 dicembre 2008 ha fatto parte della Comunità montana Alta Valle Arroscia e,  con le nuove disposizioni della Legge Regionale nº 24 del 4 luglio 2008, ha fatto parte fino al 2011 della Comunità montana dell'Olivo e Alta Valle Arroscia.

### Simboli
Lo stemma e il gonfalone sono stati concessi con decreto del presidente della Repubblica del 13 gennaio del 2003.
Stemma
Gonfalone

## Monumenti e luoghi d'interesse

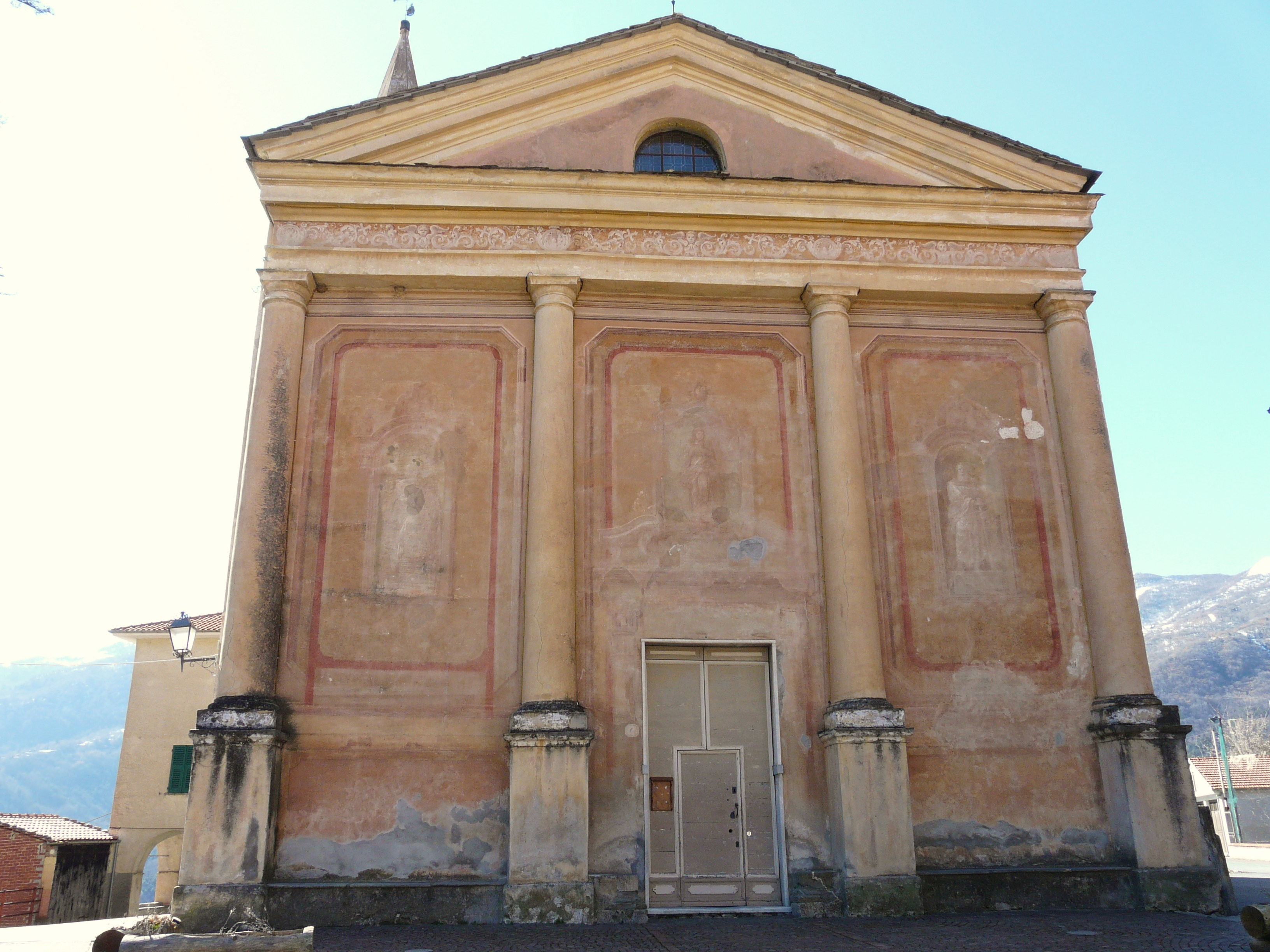
La chiesa parrocchiale dei Santi Pietro e Paolo

### Architetture religiose
- Chiesa parrocchiale dei Santi Pietro e Paolo nel centro storico di Cosio d'Arroscia. La chiesa fu costruita tra il 1618 e il 1636[6], con atto di consacrazione il 29 settembre 1638[6] dal vescovo di Albenga. All'interno, in forme tardo rinascimentali, l'altare maggiore è opera del 1705[6] con decorazioni a stucco della volta eseguiti nel 1775 da Gio Andrea Casella[6]. L'organo è del 1776[6]. Dalle canoniche si può avere una panoramica del paese e delle Alpi Liguri; nelle giornate più terse si può scorgere il mare.
- Chiesa dell'Assunzione della Beata Vergine nel centro storico cosiese. Risalente al XIV secolo[6], presenta l'annesso e coevo campanile in stile architettonico romanico, con la presenza di bifore in mattoni. La struttura subì gravi danni nel terremoto di Diano Marina del 1887 e, dopo una sua ricostruzione, intitolata anche all'Immacolata Concezione[6].
- Chiesa di San Pietro del Fossato. Secondo alcune fonti parrebbe risalente al X secolo, anche se tale edificio viene citato ufficialmente negli statuti di Cosio d'Arroscia solamente nel 1303[6]. Del primario luogo di culto, affiancato successivamente dalla chiesa denominata "della Costa"[6], si è conservato il presbiterio e alcune tracce di affreschi dell'aula rettangolare. Tra le pitture decorative pure lo stemma episcopale del vescovo di Albenga Giorgio Fieschi[6].
- Oratorio dei Santi Sebastiano, Bernardino e Lazzaro, risalente al XIX secolo.
- Cappelletta di San Rocco.
- Cappelletta della Madonna dei Cancelli, in località Cancelli e la cappelletta di Dova, in località Creste di Dova, raggiungibile dalla località di Isole con una mulattiera.

### Architetture civili

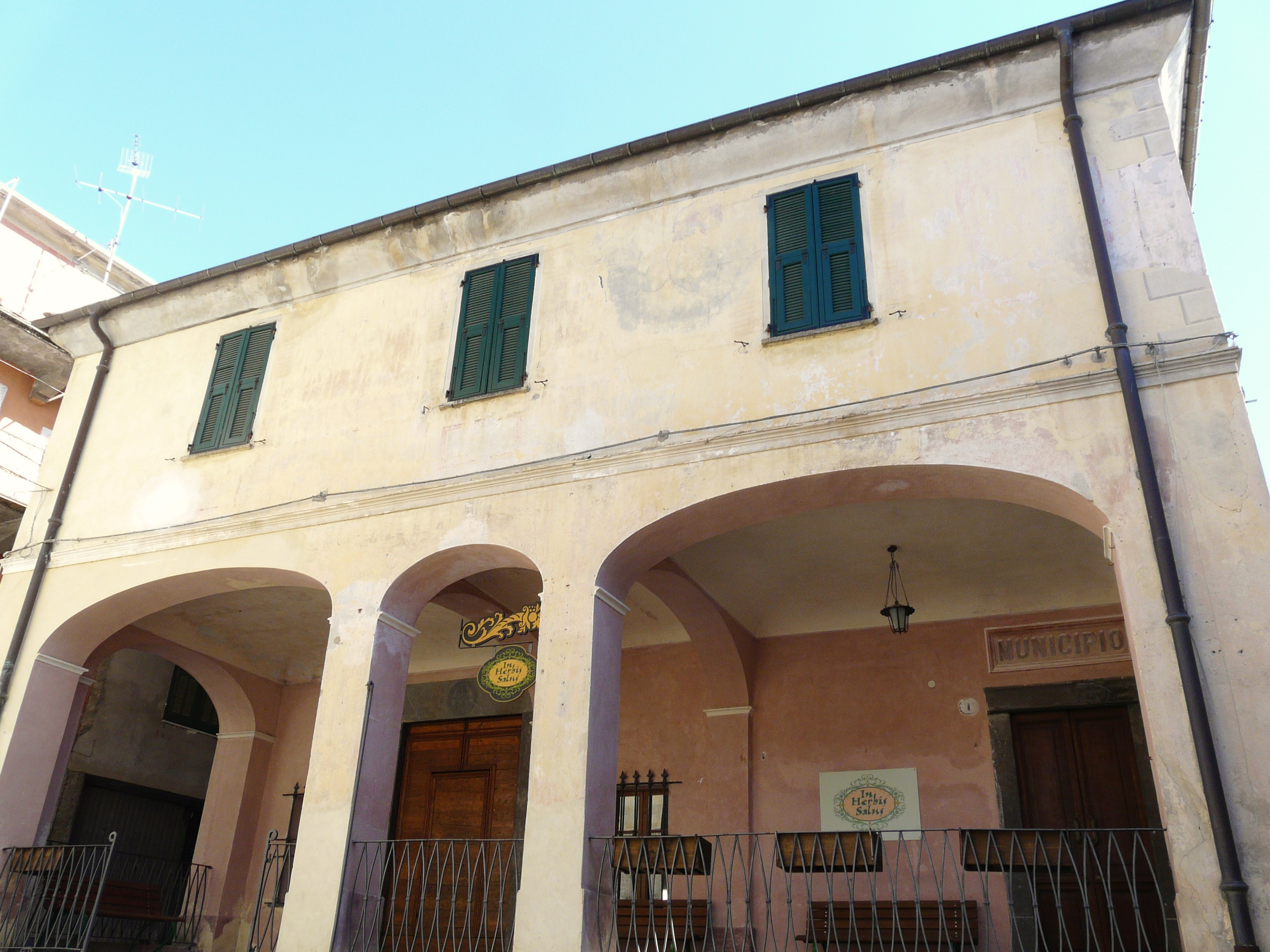
Il vecchio palazzo comunale

In piazza 4 novembre, la piazza centrale del paese, sulla quale si affaccia la casa della meridiana; nei pressi della piazzetta si può osservare un portone di ardesia di Cenova, risalente al XV secolo.

### Aree naturali
Sul fianco settentrionale del monte detto dei Cancelli, a 1038 metri sul livello del mare, si trova la Grotta Cornarea che, secondo studi effettuati sul territorio, già nel 1000 a.C. era frequentata dai pastori in occasione della transumanza. Parte del territorio comunale è entrato a far parte, nell'ottobre 2007, del parco naturale regionale delle Alpi Liguri; le Navette, una località caratterizzata da un bosco di conifere che racchiude al suo interno una vasta biodiversità di piante e di animali, fanno parte del Parco.
Tra i luoghi di maggior interesse naturalistico del comune, esteso oltre 40 km², c'è la valle del Tanarello con i suoi estesissimi boschi e l'alpe di Cosio.

## Società
La pietra è il materiale da costruzione tradizionale della valle Arroscia. La capacità di utilizzarla, sia per la modificazione del suolo agricolo, sia in campo edilizio, è comunque patrimonio ancestrale di tutto l'entroterra ligure. Un gruppo di realizzazioni e di tipologie decorative, di comune esecuzione da parte di un'autentica scuola di scalpellini di grande capacità originari di Cènova, piccolo borgo rurale, presso Rezzo. Attiva a partire dalla fine del Medioevo, la Scuola di Lapicidi di Cènova lasciò significative testimonianze soprattutto nella valle Arroscia, con numerosi portali in ardesia anche nel comune di Cosio; sono state trovate loro opere anche nelle più lontane valli di Triora e del Roja. La Scuola di Cènova raggiunse il suo apice intorno alla metà del Cinquecento con i fratelli Valenzi, Bartolomeo e Pietro, i discendenti dei quali ora vivono anche a Cosio, la cui opera massima è stata la realizzazione del grandioso portale della collegiata di Tenda.

### Evoluzione demografica
Abitanti censiti

### Etnie e minoranze straniere
Secondo i dati Istat al 31 dicembre 2019, i cittadini stranieri residenti a Cosio d'Arroscia sono 7.

### Qualità della vita
Il comune di Cosio d'Arroscia ha conseguito la certificazione del proprio sistema di gestione ambientale conformemente alla norma ISO 14001.

## Cultura

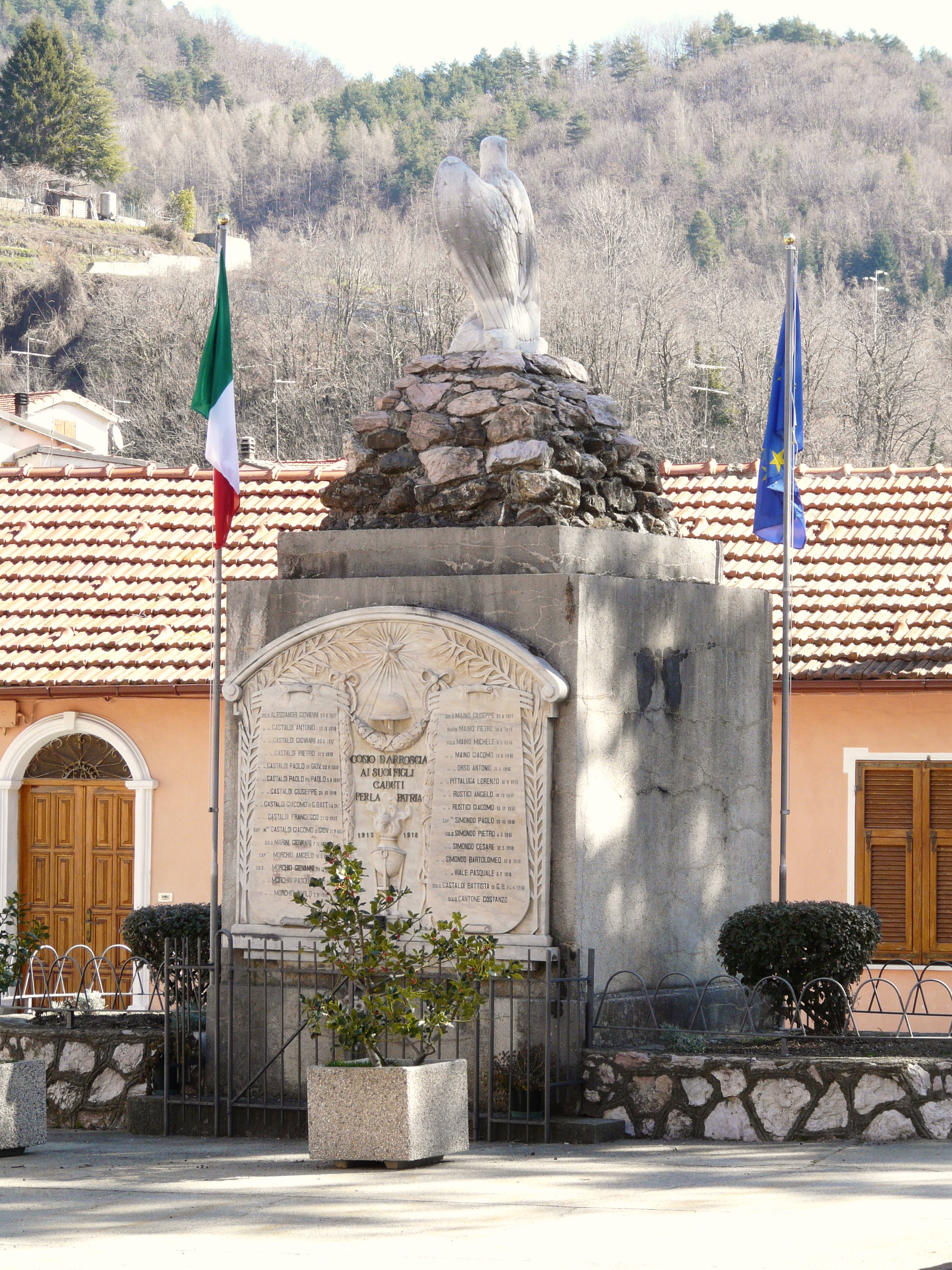
Monumenti ai caduti

### Istruzione

#### Musei
- A Cosio d'Arroscia è presente il Museo diffuso[17], un percorso che si snoda nelle piccole strade del paese (carruggi, in ligure) toccando molte installazioni che ricordano la vita del luogo di inizio Novecento. Queste "scene d'arte" sono realizzate con oggetti originali dell'epoca, custoditi e donati dalle famiglie che li possedevano. Ad oggi, si contano più di trenta installazioni: la liscivia, i tessuti di "Giuanetta", l'antico forno, macchinari per il grano, il frantoio; solo per citarne alcuni.
- Il museo dei cartelami[18] che trova sede, presso l'oratorio dell'Assunta. I cartelami lì raccolti e custoditi, sono figure religiose realizzate tra il 1600 e il 1800, in tela, latta, cartone o legno. Nascono dall'intenzione di animare e rendere "concrete" le scene della Settimana Santa. Nello specifico, presso il museo è possibile vedere la ricostruzione della "Flagellazione di Cristo".
- Il museo delle erbe[19]in herbis salus, dedicato alle erbe alpine e non solo, presenti sul territorio comunale. Il museo spazia dalla lavanda, tipica coltivazione floreale di questa zona, alla stella alpina. Esso presenta anche una serie di strumenti per la lavorazione di tali erbe, utili per la preparazione di tisane, estratti, e distillati. Nonché due vasi in coccio dipinto realizzati dell'artista Filippo Biagioli per l'uso rituale di alcune specifiche piante erbacee. Lo spazio è sito nelle sale dell'ex palazzo comunale del paese, accanto alla chiesa dell'Assunta.
- Lo Spazio Simondo[20], che raccoglie alcune opere dell'artista Piero Simondo, il quale nel luglio del 1957 fondò l'Internazionale Situazionista (proprio a Cosio d'Arroscia, sua città natale) insieme alla moglie Elena Verone, Walter Olmo, Guy Debord, Asger Jorn, Pinot Gallizio e Michèle Bernstein.

## Geografia antropica
Il territorio comunale è costituito dal capoluogo comunale e da altre località del territorio per una superficie territoriale di 40,56 km².
Confina a nord con i comuni di Ormea (CN) e Briga Alta (CN), a sud con Pornassio, ad ovest con Briga Alta, Mendatica e Montegrosso Pian Latte, e ad est con Pornassio.

## Economia
La principale risorsa economica del comune è l'attività agricola, specie nella coltivazione della vite, con la produzione di varie tipologie di vini, come l'ormeasco, dell'ulivo, dalle olive del quale si ricava un olio extravergine ottimo e sulla produzione di miele.
Di particolare rilievo è anche la produzione casearia, con formaggi tipici come la toma.

## Infrastrutture e trasporti

### Strade
Il territorio di Cosio d'Arroscia è attraversato principalmente da due strade provinciali: la SP 1 permette il collegamento tra i territori di Pornassio, innestandosi ad est presso la frazione pornassina di Nava con la strada statale 28 del Colle di Nava e verso ovest con Mendatica; la SP 3 che mette in comunicazione i territori di Cosio d'Arroscia, Pornassio, Montegrosso Pian Latte e Mendatica.

## Amministrazione

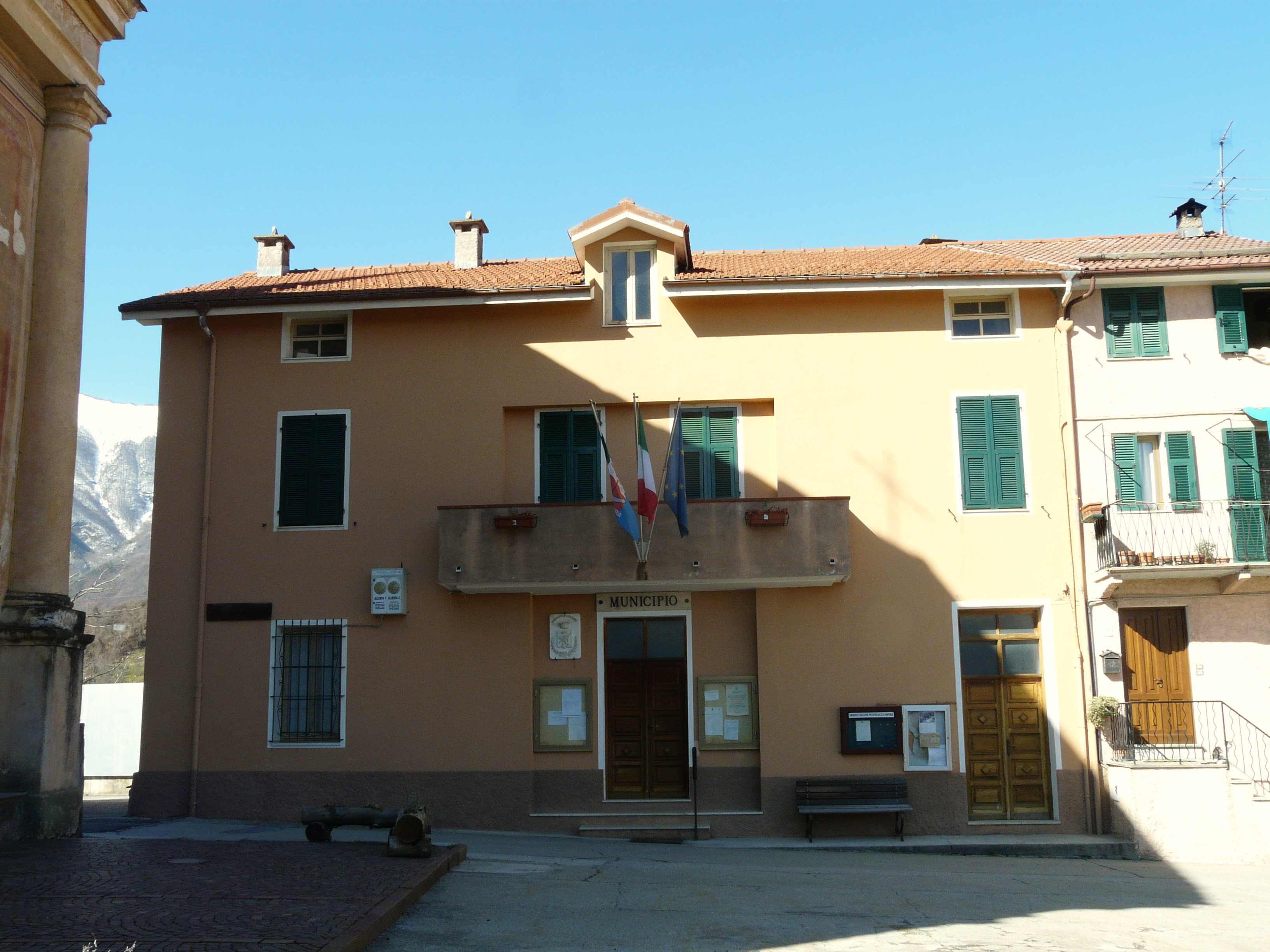
Il municipio

| Periodo         | Periodo         | Primo cittadino         | Partito                                          | Carica         | Note   |
| --------------- | --------------- | ----------------------- | ------------------------------------------------ | -------------- | ------ |
| 26 giugno 1985  | 26 maggio 1990  | Pietro Gravagno         | Democrazia Cristiana                             | Sindaco        |        |
| 26 maggio 1990  | 24 aprile 1995  | Pietro Gravagno         | Democrazia Cristiana                             | Sindaco        |        |
| 24 aprile 1995  | 14 giugno 1999  | Gianni Millia           | lista civica di centro                           | Sindaco        |        |
| 14 giugno 1999  | 14 giugno 2004  | Gianni Millia           | lista civica                                     | Sindaco        |        |
| 14 giugno 2004  | 8 dicembre 2007 | Carlo Lanteri           | lista civica                                     | Sindaco        | [ 22 ] |
| 8 dicembre 2007 | 15 aprile 2008  | Rosa Abussi             |                                                  | Comm. straord. | [ 23 ] |
| 15 aprile 2008  | 27 maggio 2013  | Danilo Antonio Gravagno | Cosio che cambia (lista civica di centro-destra) | Sindaco        |        |
| 27 maggio 2013  | 12 giugno 2018  | Danilo Antonio Gravagno | Cosio che cambia (lista civica di centro-destra) | Sindaco        |        |
| 12 giugno 2018  | 15 maggio 2023  | Mauro Parodi            | Cosio che cambia (lista civica di centro-destra) | Sindaco        |        |
| 15 maggio 2023  | in carica       | Antonio Galante         | Cosio (lista civica)                             | Sindaco        |        |

### Altre informazioni amministrative
Cosio d'Arroscia fa parte dell'Unione dei comuni dell'Alta Valle Arroscia.